# Zovello
Zovello (Zuviel in friulano) è una frazione del comune di Ravascletto (UD). Si trova a 921 m in Val Gladegna, alla sinistra orografica del torrente. In paese si trova la chiesa di Sant'Andrea, di cui si hanno notizie sin dal XII secolo.